# Bellardia viarum
Bellardia viarum är en tvåvingeart som först beskrevs av André Jean Baptiste Robineau-Desvoidy 1830.
Bellardia viarum ingår i släktet Bellardia, och familjen spyflugor. Arten är reproducerande i Sverige.